# Calcio ai I Giochi asiatici
Il calcio ai Giochi asiatici 1951 si è svolto dal 5 all'11 marzo a Nuova Delhi, in India. In questo torneo hanno partecipato sei squadre dove ogni partita durava solo 60 minuti.

## Podi
| Evento   | Oro | Argento | Bronzo |
| Maschile | India Berland Anthony Syed Khwaja Azizuddin A. M. Bachan Sunil Chatterjee Abhoy Ghosh D. N. Devine Jones Ahmed Mohammed Khan G. Y. S. Laiq Sheikh Abdul Latif Loganathan Sailen Manna Sahu Mewalal Noor Mohammed Santosh Nandy Chandan Singh Rawat P. B. A. Saleh Madar Abdus Sattar T. Shanmugham Runu Guha Thakurta K. V. Varadaraj T. M. Varghese Pansanttom Venkatesh | Iran Nader Afshar Alavinejad Nader Afshar Naderi Amir Aghahosseini Amir Araghi Mohsen Azad Mahmoud Bayati Masoud Boroumand Hossein Fekri Aref Gholizadeh Mansour Hajian Parviz Kouzehkanani George Markarian Mehdi Masoud-Ansari Mehdi Nassiroghloo Mahmoud Shakibi Hossein Soroudi Ghorban Ali Tari | Giappone Kō Arima Toshio Iwatani Tarō Kagawa Takashi Kano Nobuyuki Katō Seki Matsunaga Kōji Miyata Hirokazu Ninomiya Ken Noritake Yoshio Okada Shigeo Sugimoto Megumu Tamura Masanori Tokita Yukio Tsuda |